# Dimitri Mbuyu
Dimitri Mbuyu ou M'Buyu, né le 31 octobre 1964 à Anvers est un footballeur belge d'origine congolaise.

## Biographie
Il a été le premier joueur de couleur à être sélectionné en équipe nationale de Belgique.
Ancien attaquant du KSC Lokeren, Standard de Liège,Club Bruges KV, KSV Waregem et Royal Antwerp FC, il exerce ensuite une carrière de technicien, comme entraîneur et directeur sportif  au KFC Verbroedering Geel de 1997 à 2001, puis au FC Brussels de 2004 à 2008. Il est conseiller sportif au RAEC Mons jusqu'en 2014. Actuellement il est responsable de la cellule recrutement du RSC Anderlecht.

## Palmarès
- International belge A en 1987 (2 sélections, 1 cape)